# Dow Classic 1989
Dow Classic 1989 — жіночий тенісний турнір, що проходив на кортах з трав'яним покриттям Edgbaston Priory Club у Бірмінгемі (Англія). Належав до турнірів 2-ї категорії в рамках Туру WTA 1989. Відбувсь увосьме і тривав з 12 червня до 18 червня 1989 року. Перша сіяна Мартіна Навратілова здобула титул в одиночному розряді.

## Фінальна частина

### Одиночний розряд
Мартіна Навратілова —  Зіна Гаррісон 7–6(7–5), 6–3
- Для Навратілової це був 3-й титул в одиночному розряді за сезон і 141-й — за кар'єру.

### Парний розряд
Лариса Савченко /  Наташа Звєрєва —  Мередіт Макґрат /  Пем Шрайвер 7–5, 5–7, 6–0
- Для Савченко це був 3-й титул за сезон і 13-й — за кар'єру. Для Звєрєвої це був 3-й титул за сезон і 5-й — за кар'єру.